# تحليل باريتو
تحليل باريتو هو أسلوب إحصائي في عمليات اتخاذ القرار، ويتم استخدامه لاختيار عددٍ محدودٍ من المهام التي ينتج عنها تأثير عام على قدرٍ من الأهمية. ويستخدم هذا التحليل مبدأ باريتو، وهو عبارة عن الفكرة المتمثلة في أنه من خلال القيام بنسبة 20% من العمل، يمكن أن نحصل على نسبة 80% من فائدة القيام بالعمل كله. أو أنّ الغالبية العظمى من المشاكل (80%) تنتج عن أسباب رئيسة معدودة (20%)، وهذا فيما يتعلق بتحسين الجودة.
يعد تحليل باريتو أسلوبًا منهجيًا، وهو ذو فائدة حين تتنافس العديد من خطط العمل الممكنة لجذب الانتباه. وفي جوهره، يقدِّر الشخص المعني بحل المشكلة الفائدة التي تنتج مع كل عمل، ثم يختار عددًا من الإجراءات الأكثر فاعلية والتي تقدم فائدة عامة كبيرة، تقترب إلى حدٍ معقول من أكبر فائدة يمكن تحقيقها.[بحاجة لمصدر]
يعد تحليل باريتو وسيلةً إبداعيةً للنظر في أسباب المشكلات؛ حيث إنّه يساعد على تحفيز التفكير وتنظيم الأفكار. غير أنّه يمكن أن يصبح مقيدًا في حالة استبعاد المشاكل التي من الممكن أن تكون هامة، والتي قد تبدو صغيرة في البداية، ولكنها تزداد أهمية بمرور الوقت. ويجب أن يقترن مع أدوات تحليلية أخرى مثل: وضع الفشل وتحليل النتائج وتحليل شجرة الخطأ.[بحاجة لمصدر]
وتساعد هذه التقنية على تحديد الجزء المهم من الأسباب التي تحتاج إلى معالجة، من أجل حل غالبية المشاكل. وبمجرد تحديد الأسباب الرئيسة، يمكن بعد ذلك استخدام أدوات مثل مخطط السبب والأثر (Ishikawa diagram) أو التحليل باستخدام شكل عظمة السمكة (Fish-bone Analysis)، من أجل تحديد الأسباب الجذرية للمشكلات. في حين أنه من الشائع الإشارة إلى باريتو على أنه "20/80"، على افتراض أنه، في جميع الحالات، تحدد نسبة 20% من الأسباب نسبة 80% من المشكلات، وتعد هذه النسبة مجرد قاعدة مبدئية اختبارية، ولن يتم اعتبارها، ولا ينبغي اعتبارها، قانونًا طبيعيًا غير قابل للتغيير.
بالنسبة لإدارة المخاطر، يُمكَن تطبيق تحليل باريتو الإدارة من التركيز على تلك المخاطر التي لها أكبر الأثر على المشروع.

## خطوات تحديد الأسباب المهمة التي تتطلب استخدام تحليل باريتو من النوع (20/80) البسيط[2]
1. وضع جدولٍ واضح لسرد الأسباب وتكرارها كنسبة مئوية.
2. ترتيب الصفوف تنازليًا وفقًا لأهمية الأسباب (بمعنى، أن السبب الأكثر أهمية يأتي أولًا).
3. إضافة عمود للنسبة التراكمية في الجدول.
4. رسم الأسباب على المحور الأفقي والنسبة التراكمية علي المحور الرأسي.
5. الربط بين النقاط السابقة لتشكيل منحنى.
6. إجراء رسم بياني خطي (على نفس الرسم البياني)، بالأسباب على المحور الأفقي ونسبة التكرار على المحور الرأسي.
7. رسم خط عند 80% على المحور الأفقي موازيًا للمحور الرأسي. إسقاط خط على نقطة التقاطع مع المنحنى على المحور الأفقي. تفصل هذه النقطة الموجودة على المحور الأفقي بين الأسباب الهامة (على اليسار) والأسباب البسيطة (على اليمين).
8. مراجعة الرسم البياني بوضوح لضمان التقاء ما لا يقل عن 80% من الأسباب.